# Голуб (фільм, 1927)
«Голуб» (англ. The Dove) — американська мелодрама режисера Роланда Веста 1927 року. Фільм одержав премію «Оскар» за найкращу роботу художника-постановника.

## Сюжет
Співачка в салуні, чиє сценічне прізвисько — «Голуб», одного разу закохалася в юного мексиканського кабальєрро. Але жорстокий землевласник, чиєю територією є в тому числі і та, на якій стоїть салун, бажає отримати її собі, і не має наміру зупинятися. Над бідною «Голубкою» нависає загроза… чи зможе справжня любов врятувати її?

## У ролях
- Норма Толмадж — Долорес
- Ной Бірі — Дон Хосе Маріа у Сандовал
- Гілберт Роланд — Джонні Пауелл
- Едді Борден — Біллі
- Гаррі Майерс — Майк
- Михаїл Вавіч — Гомез
- Балла Паша — команданте
- Чарльз Дарваш — капітан команданте
- Майкл Дарк — капітан Сандовала
- Волтер Деніелс — п'яниця
- Еліс Вайт